# 와쿠 헤이하치로
와쿠 헤이하치로(일본어: 和久平八郎)는 1997년 1월 ~ 3월에 후지 TV 계열에서 방송된 드라마 《춤추는 대수사선》 및 그 극장판의 등장인물이다. 배우는 이카리야 쵸스케이다.

## 프로필
- 완간서 형사과 강력계 순사장 → 경찰학교 사무직 (촉탁) → 완간서 형사과 지도원
- 1936년 11월 1일생, A형 (생일, 혈액형은 배우 이카리야 쵸스케와 같다.)
- 본적지 : 나가노현
- 주소지 : 도쿄도 네리마구
- 최종학력：나가노 현립 제2고등학교 졸업
- 특기：분재(경시청 콩쿨 입상), 서예

## 인물
아오시마 슌사쿠에에 형사로서 갖추어야 할 기초적인 것들을 가르쳐준 노형사. 1994년 4월 하치오우지(八王子)경찰서에서 완간서 형사과 강력계로 이동했다. 완간서의 주요 멤버 중에서는 설정상 가장 오랫동안 완간서에 있었다. TV 시리즈 제1화에서는 정년이 3개월 남은 형사로서 첫등장. 아오시마는 그 모습이 영화 《세븐》에 등장하는 모건 프리먼 같다고 하고 있다. 하치오우지서에 있을 때, 파트너였던 젊은 경관이 범인을 체포하는 과정에서 죽게 된 것을 수년간 마음에 담아두고 있다. 정년 퇴임 후, 연말 특별 경계 스페셜에서 재고용 제도를 통해 지도원으로 완간서에 복귀했다. THE MOVIE2에서 스미레의 총상과, 친구인 요시다 부총감의 은퇴 등을 계기로 완전히 물러나게 되었다.
전 경시청 부총감이었던 요시다 토시아키(吉田敏明と)와는 마치 아오시마와 무로이의 사이처럼 지위를 초월한 우정을 나누는 사이로, 와쿠가 하치오우지서에서 근무할 때 요시다가 관리관으로 온 것을 계기로 알게 되어 처음에는 대립하였지만 서로를 이해하게 되어, 아오시마와 무로이를 보면서 자신들의 모습을 겹쳐보고 있기도 하다.
취미는 분재와 타마고치이다. 입버릇은 "수고할 정도로 일하지 마.", "수고스러운 매일이야" 이외에도 "이 일은 원한을 품어서는 안 돼. 서로 돕는거야.", "옳은 일을 하고 싶다면 높은 자리에 가라" 등 뜻이 담긴 메시지를 전하고 있다. 멋진 대사를 한 뒤에 "라나 뭐라나~(なんてな・なんってかっ)"라고 덧붙이기도 한다. 요통이 있어서 항상 "허리가 아프다"고 말하고 있다.
상사인 무로이나 시마즈 수사1과장(THE MOVIE)에게도 반말로 말하는 장면이 많다. 또, THE MOVIE2에서 마야 미키가 연기하는 오키타 히토미 관리관에게 분노를 표하며, "이제 네 명령따위 듣지 않아! 우리 말단들은 말이야, 당신이 대리석 계단을 오르는 동안, 땅바닥에서 헤매고 있었어. 불평 없이 명령대로 말야! 이 이상 젊은이들을 상처 입히지 말아주게・・・"
와쿠를 연기한 이카리야 쵸스케는 2004년 3월 20일에 타계했지만, 2005년에 개봉한 《용의자 무로이 신지》에서는 와쿠에 대한 언급이 있고, 이 작품 안에서 와쿠는 건재함을 암시하고 있다. 또 같은 해 개봉된 《교섭인 마시타 마사요시》에서는 교섭과 준비실에 와쿠가 보낸 분재가 전해졌다.
2010년 7월 3일 개봉한 《춤추는 대수사선 THE MOVIE3 녀석들을 해방하라!》에서는, 이미 병사한 것으로 설정되어 있다. 죽음에 관한 설정에 대해서는 자세한 내용이 발표되지 않았다. 하지만 이 작품에서는 와쿠의 조카가 완간서에 배속되어 아오시마의 부하가 된다. 또한, 아오시마가 지도원 완장을 보고 신지로의 수첩에 적힌 "죽을 각오를 해라. 죽을 각오를 각오를 했을 때만이 살 수 있다."는 말과 함께 아오시마의 행동에 오버랩 되도록 과거의 작품에서 샘플링 해온 와쿠의 대사가 흘러가기도 하고, 아오시마는"피의자를 체포하는 것이 우리들의 일이다."는 와쿠의 가르침을 되뇌는 등 사후에도 아오시마를 비롯한 완간서의 사람들의 마음속에서 큰 영향을 주고 있다.

### 가족
부인과 딸이 하나 있다. 딸은 아버지인 와쿠의 설명에 따르면 얼굴은 와쿠와 판박이로 닮아서 (아오시마의 표현을 빌리자면) "와일드계"이고, 한 번도 이성교제를 해본 경험이 없고 성격은 순정 그 자체라고 한다. TV 시리즈의 시점에서 30대 중반인데, 아오시마에게 "딸을 받아달라"고 부탁하기도 했다. 2002년 4월에 스기나미서에서 지도했던 경찰청 관료인 오코치(TV 시리즈 제7화에 등장)와 결혼했다. 또한, 딸은 TV 시리즈 제10화와 THE MOVIE 2 엔딩 크레딧에 사진으로 등장한다. 와쿠 신지로 (이토 아츠시)라는 조카(남동생의 아들)가 있어서 와쿠의 수첩을 갖고 있으며 우연히도 와쿠와 같은 부서에, 그리고 아오시마의 부하가 되었다.

## 비고
- 1999년, 이카리야 쵸스케는 《춤추는 대수사선 THE MOVIE》에서의 연기가 평가 받아, 일본 아카데미상 최우수 남우조연상을 수상했다.
- 극중에서 와쿠와의 우정을 나누고 있는 요시다 부총감 역을 맡은 코야마 시게루는 이카리야와 동반 캐스팅이 잦다.
- 2004년 3월 24일에 열린 이카리야의 추도식에는 많은 팬들도 몰렸지만, 발인 시 "와쿠 씨", "와쿠 씨 고생하셨습니다" 등의 《춤추는 대수사선》 팬들의 목소리도 들렸다.
- 2004년 4월 1일에 방송된 후지 TV의 추모 특집 다큐멘터리가 방송되었는데, '개그맨 이카리야 쵸스케'의 죽음이라기 보다는 인간 '와쿠 헤이하치로'의 죽음에 대한 안타까움이 함께 구성되어 있었다.
- 이카리야 사후 6월 2일에 발매된 《춤추는 대수사선 THE MOVIE2 레인보우 브릿지를 봉쇄하라!》《춤추는 대수사선 BAYSIDE SHAKEDOWN 2》DVD에는 엔딩롤 마지막에 극장 영상에는 없었던 "고맙습니다, 와쿠 헤이하치로. 안녕히 가세요, 이카리야 쵸스케. 완간서 일동(ありがとう、和久平八郎 さよなら、いかりや長介 湾岸署一同)"이라는 문장이 추가되었다.

## 같이 보기
- 춤추는 대수사선
- 춤추는 대수사선 등장인물